# الربيع بن حوثرة
الربيع بن حوثرة هو عامل عمرو بن هند على البحرين وقاتل طرفة بن العبد.